# Українська національна партія (1927—1938)
Українська Національна Партія (УНП) — єдина легальна українська політична партія, яка діяла на окупованих Румунією українських землях у 1927—1938 роках. Осідок партії містився у Чернівцях. Партія продовжувала традицію Української національно-демократичної партії на Буковині за австрійського часу.
УНП виступала проти румунізації українського населення, домагалася впровадження української мови в школах, у церкві та перегляду аграрної реформи. Румунський шовінізм став на перешкоді здійсненню цих пропозицій.
УНП діяла лише на Буковині; вона не мала постійної організації і кадрів, а діяла за допомогою мужів довір'я. При виборах УНП нараховувала пересічно близько 32 000 виборців. З уваги на румунський виборчий закон, УНП вступала у виборчі союзи з румунськими партіями (Націонал-цараністською, Ліберальною, Радикально-аграрною).
Головою УНП був Володимир Сергій Залозецький (посол до парламенту і сенату), секретарем — Ю. Сербинюк.
Посли до парламенту: В. Дутчак, О.Шкраба, Ю. Сербинюк, Д. Маєр-Михальський.
Інші діячі: Л. Когут, А. Кирилів, І. Стрийський, І. Жуковський, Ю. Лисан, Р. Ясеницький, М. Вітан, М. Сивий та інші.
Пресові органи, близькі до УНП: «Рідний Край», «Час», «Народна Воля», «Рада».
1938 — в Румунії скасовано всі політичні партії, у тому числі й УНП.